# Alessandro Salvio

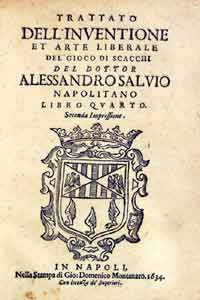
Okładka książki Trattato dell'inventione et arte liberale del gioco di scacchi

Alessandro Salvio (ur. około 1570 w Neapolu, zm. około 1640) – włoski szachista, znany głównie jako autor książek o tematyce szachowej.
W 1604 roku w Neapolu wydał drukiem Trattato dell'inventione et arte liberale del gioco di scacchi, pierwszy wyczerpujący traktat o szachach, wznowiony w 1634 roku. Był autorem poematu tragicznego pod tytułem La Scaccaide, opublikowanego w 1612 roku. Najbardziej znanym jego dziełem była beletryzowana biografia sławnego szachisty Leonarda di Bona, wydana w 1634 roku pod tytułem Il Puttino, altramente detto, il cavaliero errante, sopra il gioco de' scacchi. W tej książce omówiono między innymi pozycję Luceny.